# Levernäs (Sund, Åland)
Levernäs är en halvö i Åland (Finland). Den ligger i den nordöstra delen av landskapet, 27 km nordost om huvudstaden Mariehamn. Levernäs ligger på ön Fasta Åland.